# Pierre Ponthier
Pour les articles homonymes, voir Ponthier.
Pierre Ponthier (Ouffet, 4 mai 1858 - Kasongo, 25 octobre 1893,) est un explorateur et un officier belge qui a participé aux campagnes de l'État indépendant du Congo contre les arabo-swahilis esclavagistes.

## Biographie
Pierre Joseph Ponthier, né à Ouffet le 4 mai 1858, est le fils de Charles Ponthier, meunier, et de Marie Catherine Wipeur. Ses deux frères, Nestor et Zéphirin, ont accompli plusieurs séjours dans l'État indépendant du Congo pour le compte de sociétés privées.
En 1877, il s'engage dans l'armée belge et entre à l'École royale militaire. Le 26 juin 1884, Il est nommé sous-lieutenant dans l'infanterie et affecté au 13e régiment de Ligne.
Il pose sa candidature pour l'État indépendant du Congo et, celle-ci étant agréée, il s'embarque en mars 1887 pour le Congo. À Borna, il est désigné pour le service topographique et prend part à une exploration de la région des Banfumu, au sud du Stanley-Pool. Il devient chef intérimaire de la brigade des reconnaissances. En août 1888, il est désigné pour le district des Bangalas et s'installe à la Nouvelle-Anvers. 
27 octobre 1888, il est promu capitaine de la Force publique. Il fonde les postes d'Upoto, Umangi, Yambiga et Basoko. En novembre, il est le commandant à Umangi. En avril 1889, il dirige la station de Basoko exposée aux incursions des esclavagistes arabo-swahilis. Il y est nommé Loponge par le chef Likatu du peuple Bango - nom qui est resté dans la mémoire orale des Congolais héritée de la période coloniale.
Il retourne en Belgique en mars 1890. En août 1890, il est promu capitaine-commandant et repart au Congo. Le capitaine Guillaume Van Kerckhoven le choisit comme commandant de l'avant-garde de son expédition dans le Haut-Uélé. L'expédition part en mars 1891 de Léopoldville. Le 3 avril 1891, il tombe avec l'avant-garde dans une embuscade dans la forêt le long de l'Itimbiri. Son campement est attaqué par une masse de guerriers et une centaine de ses soldats sont tués. Il est contraint de retraiter vers Bumba. L'expédition entière de Van Kerkhoven avec Ponthier occupe ensuite Itembo et Djabbir. Elle attaque et démantèle le 27 octobre 1891 un camp madhiste établi entre le Bomokandi et l'Uélé en libérant plus de 250 esclaves. Il revient ensuite en Europe pour guérir une blessure au pied en septembre 1891. Il est promu capitaine-commandant le 10 février 1892.

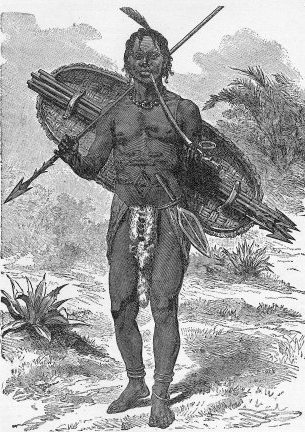
Le Chef Mirambo.

En mars 1893, le commandant Ponthier retourne au Congo, où il prend le commandement des Stanley Falls et participe aux opérations de la colonne Dhanis contre les trafiquants du chef arabo-swahili Rumaliza, près de Kasongo. Le 4 juillet 1893, il participe à la poursuite des bandes arabo-swahilies de Rachid et de Kibonge qu'il affronte le 10 juillet 1893. Grâce au chef Mirambo et aux chefs Bakusu qu'il a rallié à sa cause, il surprend le camp arabe de Seke-Seke et écrase la résistance arabe. À la suite de cette victoire, il fait environ 6.000 prisonniers. 
En août 1893, le commandant Dhanis, connaissant sa valeur, fait appel à Ponthier dans sa lutte contre le chef négrier Rumaliza. Ponthier se met en campagne en septembre vers Nyangwe. Les combats principaux se concentrent du 13 au 17 octobre 1893. Les attaques préventives de Dhanis sont repoussées et les Arabo-swahilis en supériorité numérique contre-attaquent vigoureusement pendant plusieurs jours. Grièvement blessé par une balle lors d'une de ces contre-attaques, Ponthier décède à Kasongo le 25 octobre 1893 et est enterré sur place. Compte tenu de l'ascendant moral de Ponthier sur ses troupes, sa mort est gardée secrète par Dhanis pendant trois jours.

## Hommages et distinctions
Son nom est donné sur place à une station sur le fleuve Congo (Ponthierville, aujourd'hui Ubundu). Une fontaine portant le buste de Pierre Ponthier en bronze, œuvre du sculpteur Alphonse de Tombay, est aussi érigée en sa mémoire à Marche-en-Famenne en 1897. Son nom est donné à un vapeur destiné au ravitaillement des troupes du général Tombeur. Ce navire a été construit par les usines Cockerill et mis en service le 17 novembre 1916, soit quelques semaines après la victoire belge de Tabora, sur le lac Tanganyika. Enfin, La rue Commandant Ponthier à Etterbeek (Bruxelles) perpétue son souvenir.
Il a reçu les distinctions suivantes :
- Chevalier de l'ordre de Léopold en 1893 (Belgique) ;
- Chevalier de l'ordre royal du Lion (État indépendant du Congo) ;
- Étoile de Service (État indépendant du Congo).